# When Night is Falling
When Night is Falling (en español, Cuando cae la noche) es una película dramática canadiense de 1995 dirigida por Patricia Rozema. 

## Argumento
La película está protagonizada por Pascale Bussières, quien hace de Camille Baker, una profesora de literatura en una universidad católica que está pasando por momentos complicados con su novio Martin (Henry Czerny) y con la universidad. Cuando llega el carnaval a la ciudad, Camille se siente confundida por su inesperada atracción lésbica hacia Petra (Rachael Crawford), una acróbata sexy y de espíritu libre. El reparto también incluye a Don McKellar, Clare Coulter, Tracy Wright y Tom Melissis.